# Obsidian (album)
Pour les articles homonymes, voir Obsidian.
Albums de Paradise Lost
Medusa
(2017)
Obsidian est le seizième album studio du groupe britannique de metal gothique Paradise Lost, sorti le  15 mai 2020 sous le label Nuclear Blast.

## Liste des titres
| 1.    | Darker Thoughts    | 5:46 |
| 2.    | Fall from Grace    | 5:42 |
| 3.    | Ghosts             | 4:35 |
| 4.    | The Devil Embraced | 6:08 |
| 5.    | Forsaken           | 4:30 |
| 6.    | Serenity           | 4:46 |
| 7.    | Ending Days        | 4:36 |
| 8.    | Hope Dies Young    | 4:02 |
| 9.    | Ravenghast         | 5:30 |
| 45:35 |                    |      |